# La calle está llena de sorpresas
La calle está llena de sorpresas (en ruso: Улица полна неожиданностей, romanizado: Ulitsa polna neozhidannostey) es una película de comedia soviética de 1958 dirigida por Serguéi Sidelyov, protagonizada por Leonid Jaritónov, Vsevolod Larionov, Georgi Chernovolenko, Yakov Rodos y Jemma  Osmolovskaya, en los papeles principales y producida por los estudios cinematográficos Lenfilm.

## Sinopsis
La película tiene lugar en Leningrado. El Contador Jefe, Smirnov, al estar en la cabina del controlador de tránsito, viola las reglas de tráfico. Pero el guardia es llevado a la estación de policía en lugar de Vodnev, el cajero de Stroytrest, el padre de su amada niña. El guardia admite que se equivocó, pero no se disculpa. Sin embargo, pronto tendrá la oportunidad de cumplir con su deber.

## Reparto
- Leonid Jaritónov como Vasili Shanesjin, sargento de policía
- Vsevolod Larionov como Vladímir Zvantsev, artista estafador
- Georgi Chernovolenko como Iván Zajarovich Vodnyev, cajero de Stroytrest
- Yakov Rodos como Porfiriy Perovich Smirnov-Aliansky, contador jefe de Stroytrest
- Gemma Osmolovskaya como Katia, la hija de Vodnev
- Vera Karpova como Liza, la hija de Smirnov-Alyansky
- Olga Porudolinskaya como Nadezhda Pavlovna, esposa de Vodnev
- Tamara Yevgenyeva-Ivanova como María Mijailovna, esposa de Smirnov-Alyansk
- Yevgueni Leónov como Yevgeny Pavlovich Serdyukov, sargento de policía subalterno
- Georgi Semyonov como Yegorov, mayor de policía
- Alexander Orlov como vendedor de una tienda de mascotas
- Sasha Soboleva como una niña perdida
- Liudmila Makarova como la madre de la niña perdida.[6]

## Estreno
La película se estrenó en la URSS el 21 de enero de 1958.